# Charles Schnee
Pour les articles homonymes, voir Schnee.
Charles Schnee est un scénariste et producteur américain, né le 6 août 1916 à Bridgeport dans le Connecticut et mort le 29 novembre 1962 à Beverly Hills en Californie. Il remporte l'Oscar du meilleur scénario adapté en 1953 pour le film Les Ensorcelés (The Bad and the Beautiful) de Vincente Minnelli.

## Filmographie partielle

### En tant que scénariste
- 1946 : From This Day Forward
- 1948 : La Rivière rouge (Red River)
- 1950 : La Femme aux maléfices (Born to Be Bad) de Nicholas Ray
- 1950 : La Rue de traverse (Paid in Full), de William Dieterle
- 1952 : Aventure à Rome (When in Rome) de Clarence Brown
- 1952 : Les Ensorcelés (The Bad and the Beautiful)
- 1957 : La Cage aux hommes (House of Numbers) de Russell Rouse
- 1960 : Les Prisonniers du ciel (The Crowded Sky)
- 1961 : Par l'amour possédé (By Love Possessed)
- 1962 : Quinze jours ailleurs (Two Weeks in Another Town)

### En tant que producteur
- 1955 : Le Fils prodigue (The Prodigal)
- 1955 : Le Procès (Trial)
- 1953 : La Plage déserte (Jeopardy) (producteur exécutif)
- 1957 : L'aigle vole au soleil (The Wings of Eagles)
- 1957 : Femmes coupables (Until They Sail)
- 1957 : La Cage aux hommes (House of Numbers) de Russell Rouse

## Distinctions
- Oscar du meilleur scénario adapté en 1953 pour le film Les Ensorcelés .